# Kubinyi Júlia
Kubinyi Júlia (Salgótarján, 1990. július 3. –) Junior Prima díjas (2013) magyar előadóművész, népdalénekes, a Népművészet Ifjú Mestere (2012).

## Életút
Salgótarjánban, Nógrád megyében nőtt fel, népzene kedvelő családban. Gyermekkora óta énekel, édesanyja a helyi művészeti iskola népi ének tanára. Általános iskolában népdalversenyek állandó díjazottja és nyertese volt, a szakmai körökben már ekkor felfigyeltek tehetségére. Középiskolás évei alatt már amerikai turnén járt az Egyesült Államokban és Kanadában. Azóta fellépései voltak szerte Európában, Dél-Amerikában és Ázsiában.

A Fölszállott a páva televíziós népzenei vetélkedő (2012) döntős szólistája, aki 2008 óta tagja a nagy múltú Dűvő Zenekarnak, 2013-tól kezdődően pedig közreműködője a Magyar Állami Népi Együttes műsorainak. Több zenekarral készült közös lemeze, első önálló szólólemeze 2015-ben jelent meg Magam járom címmel. Budapesten mind szólistaként, mind zenekarokkal, vagy táncegyüttesekkel karöltve a Hagyományok Háza, a Nemzeti Táncszínház és a MÜPA rendszeres fellépője. Saját zenekarai: RUSTICO, Kubinyi Júlia Autentico. Állandó közreműködője a Hungarian FolkEmbassy együttesnek, gyakori vendége a Free Style Chamber Orchestra koncertjeinek.

2017-től előadói karrierje mellett a Fonó Budai Zeneház népzenei művészeti vezetője. 2021-től a Magyar Állami Népi Együttes énekes szólistája.

## Díjak
- 2012 - Népművészet Ifjú Mestere díj
- 2013 - Junior Prima díj ’Népművészet és közművelődés kategória’
- 2017 - Nógrád megyei Prima díj a Dűvő zenekar tagjaként
- 2021 - Táncház Érem
- 2024 - Magyar Bronz Érdemkereszt állami kitüntetés